# Wimbledon 2015 – čtyřhra vozíčkářek
Obhájcem titulu soutěže čtyřhry vozíčkářek na londýnském grandslamu ve Wimbledonu 2015 byl nejvýše nasazený pár tvořený 21letou reprezentantkou Japonska Jui Kamidžiovou a 23letou britskou hráčkou Jordannu Whileyovou. Dvojice turnaj opět vyhrála, když v repríze předchozího finále porazila nizozemské turnajové dvojky Jiske Griffioenovou a Aniek van Kootovou ve třech setech 6–2, 5–7 a 6–3.
Obě šampiónky tak na wimbledonském pažitu získaly druhý titul, který představoval jejich šestý kariérní z deblové soutěže Grand Slamu. Do žebříčku okruhu NEC Tour si každá z nich připsala 800 bodů a dvojice si rozdělila prémii 15 000 liber, finalistky pak poloviční částku.

## Nasazení párů
1. Jui Kamidžiová /  Jordanne Whileyová (vítězky)
2. Jiske Griffioenová /  Aniek van Kootová (finále)

## Pavouk
| Legenda                                                       |                                                                        |                                                   |
| - Q – kvalifikant - WC – divoká karta - LL – šťastný poražený | - Alt – náhradník - SE – zvláštní výjimka - PR/SR – žebříčková ochrana | - w/o – bez boje - r – skreč - d – diskvalifikace |

|  | Semifinále | Semifinále                           | Semifinále                           | Semifinále | Semifinále |   |                                     | Finále                             | Finále                              | Finále              | Finále              | Finále              |
|  |            |                                      |                                      |            |            |   |                                     |                                    |                                     |                     |                     |                     |
|  | 1          | Jui Kamidžiová Jordanne Whileyová    | 6                                    | 6          |            |   |                                     |                                    |                                     |                     |                     |                     |
|  | WC         | Louise Huntová Katharina Krügerová   | 0                                    | 3          |            |   |                                     |                                    |                                     |                     |                     |                     |
|  | WC         | Louise Huntová Katharina Krügerová   | 0                                    | 3          |            | 1 | Jui Kamidžiová Jordanne Whileyová   | 6                                  | 5                                   | 6                   |                     |                     |
|  |            |                                      |                                      |            |            | 1 | Jui Kamidžiová Jordanne Whileyová   | 6                                  | 5                                   | 6                   |                     |                     |
|  |            | 2                                    | Jiske Griffioenová Aniek van Kootová | 2          | 7          | 3 |                                     |                                    |                                     |                     |                     |                     |
|  |            | 2                                    | Jiske Griffioenová Aniek van Kootová | 2          | 7          | 3 | Sabine Ellerbrocková Lucy Shukerová | 2                                  | 4                                   |                     |                     |                     |
|  |            |                                      |                                      |            |            |   | Sabine Ellerbrocková Lucy Shukerová | 2                                  | 4                                   |                     |                     |                     |
|  | 2          | Jiske Griffioenová Aniek van Kootová | 6                                    | 6          |            |   |                                     | Zápas o třetí místo                | Zápas o třetí místo                 | Zápas o třetí místo | Zápas o třetí místo | Zápas o třetí místo |
|  |            |                                      |                                      |            |            |   | WC                                  | Louise Huntová Katharina Krügerová | 1                                   | 1                   |                     |                     |
|  |            |                                      |                                      |            |            |   |                                     |                                    | Sabine Ellerbrocková Lucy Shukerová | 6                   | 6                   |                     |